# Kasteel van Segange
Het Kasteel van Segange (Frans: Château de Segange) is een kasteel in de Franse gemeente Avermes.